# Éparchie de Zlatooust

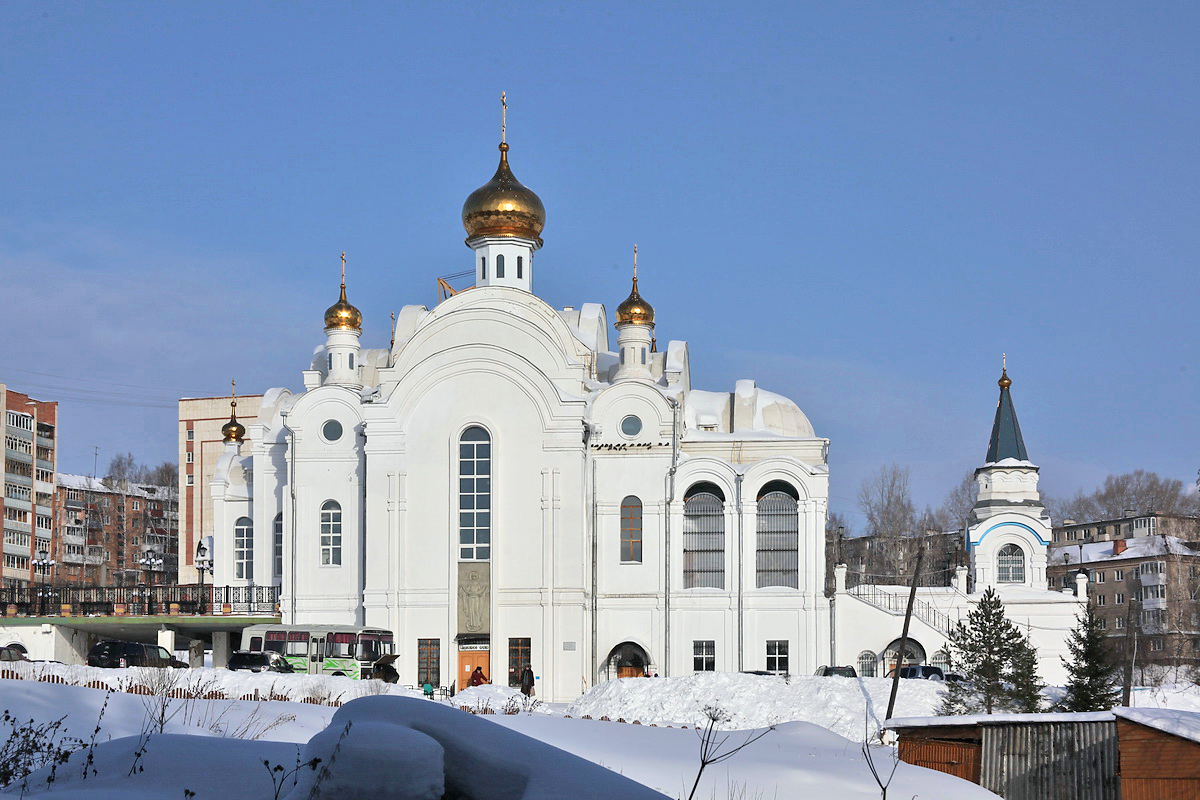
La cathédrale Saint-Séraphin de Zlatooust.

L'éparchie de Zlatooust  (Златоу́стовская епа́рхия) est une éparchie (diocèse) de l'Église orthodoxe russe en Russie réunissant les paroisses et les monastères de la partie occidentale de l'oblast de Tcheliabinsk. Il s'étend dans les limites de la municipalité de Zlatooust, de la municipalité de Triokhgorny et d'Oust-Katav, ainsi que les raïons d'Acha, de Katav-Ivanovsk, de Koussa et de Satka. L'éparchie de Zlatooust est suffragante du siège métropolitain de Tcheliabinsk. Son siège est la cathédrale Saint-Séraphin-de-Sarov de Zlatooust.

## Histoire
En avril 1915, l'évêque d'Oufa, André (Oukhtomski), soulève la question devant le Saint-Synode d'ériger un vicariat dans le diocèse d'Oufa pour le territoire de Zlatooust. Le Saint-Synode notifie par décret du 30 mars 1916 qu'il reconnaît la nécessité d'établir le siège d'un vicaire épiscopal et prévoit 3 000 roubles pour son entretien, mais jusqu'à la Révolution de février ces fonds ne sont pas alloués. Dans sa pétition suivante, l'évêque André précise ses souhaits concernant l'érection de ce vicariat: «…1) qu'un vicaire épiscopal d'Oufa soit nommé pour Zlatooust, 2) afin que le chef de la mission du diocèse d'Oufa, qui connaît déjà bien les affaires de l'administration et de la mission diocésaine, l'archimandrite Nicolas, soit élevé au rang d'évêque de Zlatooust, 3) afin que l'évêque vicaire ait une résidence au monastère de l'Assomption, situé à 3 verstes de la ville d'Oufa, qui puisse fournir un appartement, un bureau et des déplacements au vicaire». Finalement, le 2 mai 1917, le décret du synode est publié sur la création du vicariat de Zlatooust et sur la nomination de l'archimandrite Nicolas (Ipatov).

### Vicariat
La résidence du vicaire épiscopal est au monastère de l'Assomption d'Oufa, puis elle est prévue à la maison archiépiscopale d'Oufa au printemps 1918. Mais après la Révolution d'Octobre, les activités missionnaires cessent et les différents cultes commencent à être persécutés. L'évêque Nicolas est chassé de sa résidence et le monastère de l'Assomption est supprimé, devenant l'atelier de production Lumière et devenant ensuite un camp de concentration. L'évêque Nicolas demeure à Oufa.
En août-septembre 1918, les évêques André (Oukhtomski) et Nicolas (Ipatov) tiennent leur première réunion diocésaine conformément au règlement approuvé par le conseil local de 1917-1918; il est prévu que l'évêque Nicolas prenne résidence à Zlatooust en août 1918.
Le 17 août 1922, par décret du Comité exécutif central panrusse, sept des vingt volosts de l'ancien ouïezd de Zlatooust sont détachées de la République socialiste soviétique autonome bachkire et placées sous la subordination de l'oblast de Tcheliabinsk; le territoire du vicariat se trouve divisé en deux entités civiles administratives-territoriales. Cependant, à ce moment-là, il n'y a pas de subordination du vicariat de Zlatooust à l'éparchie de Tcheliabinsk. L'évêque Nicolas continue à dépendre du siège d'Oufa.
Le 3 novembre 1923, les gouvernements de Tcheliabinsk, d'Ekaterinbourg, de Perm et de Tioumen sont regroupés dans le nouvel oblast de l'Oural, divisé en quinze okrougs (districts), dont celui de Zlatooust.
En novembre 1922, l'évêque André, arrivé à Oufa, lance une autocéphalie temporaire du diocèse d'Oufa « jusqu'à la restauration de l'autorité suprême légitime de l'Église », ou plutôt de la partie de celle-ci qui refusait de reconnaître le rénovationisme. Dans le même temps, l'évêque André accorde un statut semi-indépendant pour le vicariat de Zlatooust.
La position des orthodoxes dans les années 1920 est encore relativement forte dans le district de Zlatooust. Selon un rapport du département des affaires religieuses de la Guépéou du 17 avril 1926, lorsqu'il s'agit de précéder au réenregistrement des paroisses de Zlatooust, plus de 12 000 fidèles sont inscrits dans les cinq paroisses de la ville (Saint-Nicolas, Saint-Siméon, Saints-Pierre-et-Paul, Saint-Jean-Baptiste et celle de la cathédrale de la Trinité). Malgré les campagnes anti-religieuses ordonnées par les autorités civiles et les persécutions administratives, le culte orthodoxe se poursuit tant bien que mal: la célébration des fêtes de Pâques est encore permise en 1926, mais pas les réjouissances civiles de Pâques.
Le 27 décembre 1928, le métropolite Serge (Stragorodski) de Nijni Novgorod qui administre temporairement le siège patriarcal réorganise les subdivisions ecclésiales du pays en fonction des nouvelles entités administratives civiles (oblasts et districts). Le vicariat de Zlatooust, conservant son statut de semi-autonomie, entre sous l'autorité de l'éparchie de Sverdlovsk (ex-Ekaterinbourg).
Le 28 mars 1934, les limites des éparchies de l'Oural sont redéfinies, puis l'oblast de Tcheliabinsk comprend trois éparchies: celle de Tcheliabinsk (95 paroisses), Kourgan (40 paroisses) et Zlatooust (32 paroisses). Au milieu des années 1930, alors que la répression antireligieuse se durcit, le siège de Tcheliabinsk est supprimé. Toutes les paroisses sont fermées (sauf une à Tcheliabinsk), les églises subsistantes démolies ou réservées à des usages profanes (silos à grain, ateliers, cinémas, dépôts, etc.) Le territoire est soumis à l'éparchie d'Omsk et un grand nombre de prêtres sont fusillés ou enfermés au Goulag dès la Grande Terreur de 1936-1938. Quelques églises retournent au culte en 1943, année du tournant de la Grande Guerre patriotique, lorsque Staline a besoin de l'appui des orthodoxes. L'éparchie de Tcheliabinsk est rétablie en 1947, bien que de facto administrée par les évêques de Sverdlovsk, et Zlatooust suit le même sort.

### Éparchie
Le 27 décembre 2016, le Saint-Synode de l'Église orthodoxe russe érige le nouveau diocèse de Zlatooust, issu de celui de Tcheliabinsk, devenant suffragant du siège métropolitain de Tcheliabinsk. L'évêque porte le titre d'« évêque de Zlatooutst et Satka ».

## Ordinaires
Vicariat de Zlatooust de l'éparchie d'Oufa
- Nicolas (Ipatov) (28 mai 1917 - mars 1923, 30 septembre 1924 - 16 septembre 1927)
- Paul (Vvedenski) (29 septembre 1927 - 30 juillet 1928)
- Siméon (Mikhaïlov) (8 octobre - 27 décembre 1928)

Vicariat de Zlatooust de l'éparchie de Sverdlovsk
- Siméon (Mikhaïlov) (27 décembre 1928 - 25 juin 1931)
- Alexandre (Raïevski) (25 septembre 1931 - 23 octobre 1932), fusillé en 1937
- Cyprien (Komarovski) (23 octobre 1932 - 27 mars 1934), fusillé en 1937
- Varlaam (Kozoulia) (9 avril - 5 septembre 1934), fusillé en 1937
- Georges (Anissimov) (1934-1937) ?

Éparchie de Zlatooust
- Vincent (Bryleïev) (depuis le 3 janvier 2017)

## Doyennés
Le diocèse est partagé en six doyennés (au mois d'octobre 2022),:
- d'Acha;
- de Zlatooust;
- de Katav-Ivanovsk;
- de Koussa;
- de Satka;
- de Triokhgorny.

## Monastères
- Monastère de la Résurrection d'Istrout (raïon de Satka), moines.